# Иванов (фильм, 2010)
«Ивановъ» — фильм режиссёра Вадима Дубровицкого, поставленный по одноимённой пьесе А. П. Чехова. Премьера состоялась 25 июня 2010 на ММКФ.

## Сюжет
Николай Алексеевич Иванов — непременный член по крестьянским делам присутствия — человек, который несёт несчастья всем, кто его окружает.
В одном из уездов средней полосы России помещик Николай Алексеевич Иванов переживает жизненный кризис. Он остро ощущает пустоту и бессмысленность окружающей действительности. Его не понимает даже горячо любящая его жена Анна Петровна.
Доктор Львов, наблюдающий страдающую чахоткой Анну, осуждает Иванова. Он убеждает его уделять больше внимания жене, но тот признаётся, что больше не чувствует к ней любви.
Не в радость ему и искреннее чувство Сашеньки, юной дочери соседского помещика.

## В ролях

### В ролях
- Алексей Серебряков — Николай Алексеевич Иванов
- Анна Дубровская — Сарра (Анна Петровна), жена Иванова
- Эдуард Марцевич — Матвей Семенович Шабельский, дядя Иванова
- Иван Волков — Евгений Константинович Львов, земский врач
- Владимир Ильин — Михаил Михайлович Боркин, дальний родственник Иванова и управляющий его имением
- Валерий Золотухин — Иван Сидоров, «юродивый»
- Богдан Ступка — Павел Кириллыч Лебедев, председатель земской управы
- Екатерина Васильева — Зинаида Савишна, жена Лебедева
- Галина Боб — Сашенька, дочь Лебедевых
- Ольга Волкова — Авдотья Назаровна
- Евгений Воскресенский — Егорушка
- Евгения Добровольская — Марфа Егоровна Бабакина
- Остап Ступка — Дмитрий Никитич Косых, акцизный
- Игорь Ларин — Гаврила, лакей

### Актёры театра им. С.А. Образцова
- Владимир Беркун
- Александр Бурмистров
- Юрий Калинников
- Наталья Кострова
- Татьяна Рева
- Вера Черкинская
- Анастасия Югенсен

### В эпизодах
- Владимир Гелейн
- Виталий Голых
- Сергей Днепровский
- Евгений Кислов
- Елена Лобода
- Александр Стройцев
- Дмитрий Толстиков
- Елена Финогеева
- Александр Числов
- Валерий Шевченко
- Альбина Евтушевская (нет в титрах)
- Константин Думитрашку (нет в титрах)

## Съёмочная группа
- Режиссёр-постановщик: Вадим Дубровицкий
- Авторы сценария:
  - Михаил Бартенев
  - Вадим Дубровицкий
- Оператор-постановщик: Вадим Семёновых
- Художник-постановщик: Евгений Качанов
- Художники по костюмам:
  - Наталья Дзюбенко
  - Ирина Вострикова
- Композитор: Алексей Шелыгин
- Звукорежиссёр: Григорий Пильщик
- Российский государственный симфонический оркестр кинематографии
  - Дирижёр: Сергей Скрипка
- Хор под руководством Александра Кольцова

## Награды и номинации
- Интернет-фестиваль «Дубль дв@». Специальный приз «Российской газеты» «за верность классическим традициям русского искусства, талантливое воплощение на экране одного из шедевров русской драматургии»[1]
- Участник XVII российского фестиваля экранизаций «Литература и кино» (Гатчина)[2]

## О фильме
- В своем фильме вам удалось собрать блестящий актёрский состав: Богдан Ступка, Алексей Серебряков, Эдуард Марцевич, Владимир Ильин, Анна Дубровская, Валерий Золотухин. Но когда вы приступали к кастингу и звонили с предложением, у всех актёров первое ощущение было — это розыгрыш? Спрашивали: «И что, правда, будете Чехова снимать?» Я сейчас о тенденциях. Большинство людей, которые фильм видели, от него в восторге. Он лидер по отзывам — умным, доброжелательным, благодарным. Ваша версия: почему он не добрался до широкого проката — есть ответ, соотносимый с логикой? Почему хороший фильм, с изумительно красивым изображением, с прекрасными актёрскими работами, по русской классике, у нас, как правило, сегодня становится могилой неизвестного солдата? Я в данном случае не только об «Иванове» говорю — об общем положении в стране.— В. Дубровицкий в интервью «Российской газете»

Возникает ощущение, что режиссёру не удалось избежать искушения дебютанта: высказать в одном фильме всё, что накопилось в душе, собрать на съёмочной площадке всех звезд, продемонстрировать все знания и умения, использовать весь опыт, накопленный за сто с лишним лет развития кинематографа. А зритель уже в меру собственной эрудиции отмечает аллюзии с Феллини, Параджановым, Тарковским, Кончаловским, ранним Михалковым. Время от времени повторяются черно-белые кадры, когда Иванов одиноко катается на карусели, — почти прямая цитата из фильма Романа Балаяна «Полеты во сне и наяву», где герой Янковского так же качался на тарзанке. Фильм расползается на отдельные фрагменты, каждому из которых режиссёр стремится придать максимальную многозначительность.— из рецензии «Независимой газеты»

Подкупает в картине то, что каждый её участник испытывает пиетет перед великим автором. Законы кино, конечно, отличаются от театральных, но желание дописать Чехова приводит к тому, что финалов, к примеру, целых три. Первый — герой выходит в зимнее поле, промозглое, занесенное позёмкой (это сон, видение). Второй — концовка чеховской пьесы, разыгранная кукольным театром, и третий — всё происходит в «человеческом» обыденном измерении. И гости на свадьбе, и невеста даже не сразу замечают смерть Иванова.— из рецензии «Независимой газеты»

## Факты
- Экранизация одноимённой пьесы Чехова к 150-летию со дня рождения писателя
- Режиссёр ввёл в фильм персонаж, отсутствующий в пьесе: блаженный в исполнении Валерия Золотухина, который лишь играет на дудочке либо смотрит в подзорную трубу. Золотухин — актёр-талисман для Дубровицкого, и только он, по мнению режиссёра, может сыграть роль, которая не написана[2]
- Композитор Алексей Шелыгин написал 4-частную сюиту из музыки к фильму

- В фильме звучит музыка:
  - Л. Бетховен — «К Элизе»
  - В. А. Моцарт — «Турецкий марш» (Соната А — dur)
  - Иоганн Себастьян Бах — «Аве Мария»
  - Михаил Огинский — «Полонез»
  - Франц Шуберт — Музыкальный момент